# Winter World University Games 2025/Teilnehmer (Libanon)
| Gelbes Symbol für Goldmedaillen mit stilisierten Olympischen Ringen | Graues Symbol für Silbermedaillen mit stilisierten Olympischen Ringen | Braundes Symbol für Bronzemedaillen mit stilisierten Olympischen Ringen |
| ------------------------------------------------------------------- | --------------------------------------------------------------------- | ----------------------------------------------------------------------- |
| —                                                                   | —                                                                     | —                                                                       |

Der Libanon nahm mit 6 Athleten (4 Männer und 2 Frauen) an den Winter World University Games 2025 in Turin teil.

## Teilnehmer nach Sportarten

### Ski Alpin
| Athleten        | Wettbewerbe        | 1. Lauf     | 1. Lauf | 2. Lauf       | 2. Lauf       | Gesamt      | Gesamt |
| Athleten        | Wettbewerbe        | Zeit        | Rang    | Zeit          | Rang          | Zeit        | Rang   |
| --------------- | ------------------ | ----------- | ------- | ------------- | ------------- | ----------- | ------ |
| Frauen          |                    |             |         |               |               |             |        |
| Manon Chad      | Super-G            | —           | —       | —             | —             | 1:11,39 min | 27     |
| Manon Chad      | Riesenslalom       | 1:15,91 min | 64      | DNF           | DNF           | DNF         | DNF    |
| Manon Chad      | Slalom             | 49,21 s     | 50      | 47,59 s       | 45            | 1:36,80 min | 45     |
| Manon Chad      | Alpine Kombination | 1:11,72 min | 29      | 58,04 s       | 26            | 2:09,76 min | 26     |
| Rahme Christa   | Riesenslalom       | 1:33,93 min | 79      | 1:29,55 min   | 67            | 3:03,48 min | 67     |
| Rahme Christa   | Slalom             | 1:01,66 min | 58      | 1:00,82 min   | 55            | 2:02,48 min | 55     |
| Rahme Christa   | Alpine Kombination | 1:11,72 min | 29      | 58,04 s       | 26            | 2:09,76 min | 26     |
| Männer          |                    |             |         |               |               |             |        |
| Ziad Shehab     | Riesenslalom       | 1:14,02 min | 82      | 1:17,13 min   | 70            | 2:31,15 min | 70     |
| Ziad Shehab     | Slalom             | 59,38 s     | 56      | DNF           | DNF           | DNF         | DNF    |
| Charbel Keyrouz | Riesenslalom       | 1:23,61 min | 92      | 1:21,79 min   | 73            | 2:45,40     | 74     |
| Charbel Keyrouz | Slalom             | 1:00,78 min | 57      | 1:04,34 min   | 42            | 2:05,12 min | 42     |
| Paolo Hobeiche  | Riesenslalom       | 1:20,03 min | 85      | 1:20,26 min   | 71            | 2:40,29 min | 71     |
| Paolo Hobeiche  | Slalom             | DNF         | DNF     | ausgeschieden | ausgeschieden | DNF         | DNF    |
| Ryan Akiki      | Riesenslalom       | 1:22,54 min | 88      | 1:24,62 min   | 77            | 2:47,16 min | 77     |
| Ryan Akiki      | Slalom             | DNF         | DNF     | ausgeschieden | ausgeschieden | DNF         | DNF    |